# Xung đột ngôn ngữ tại Bohemia

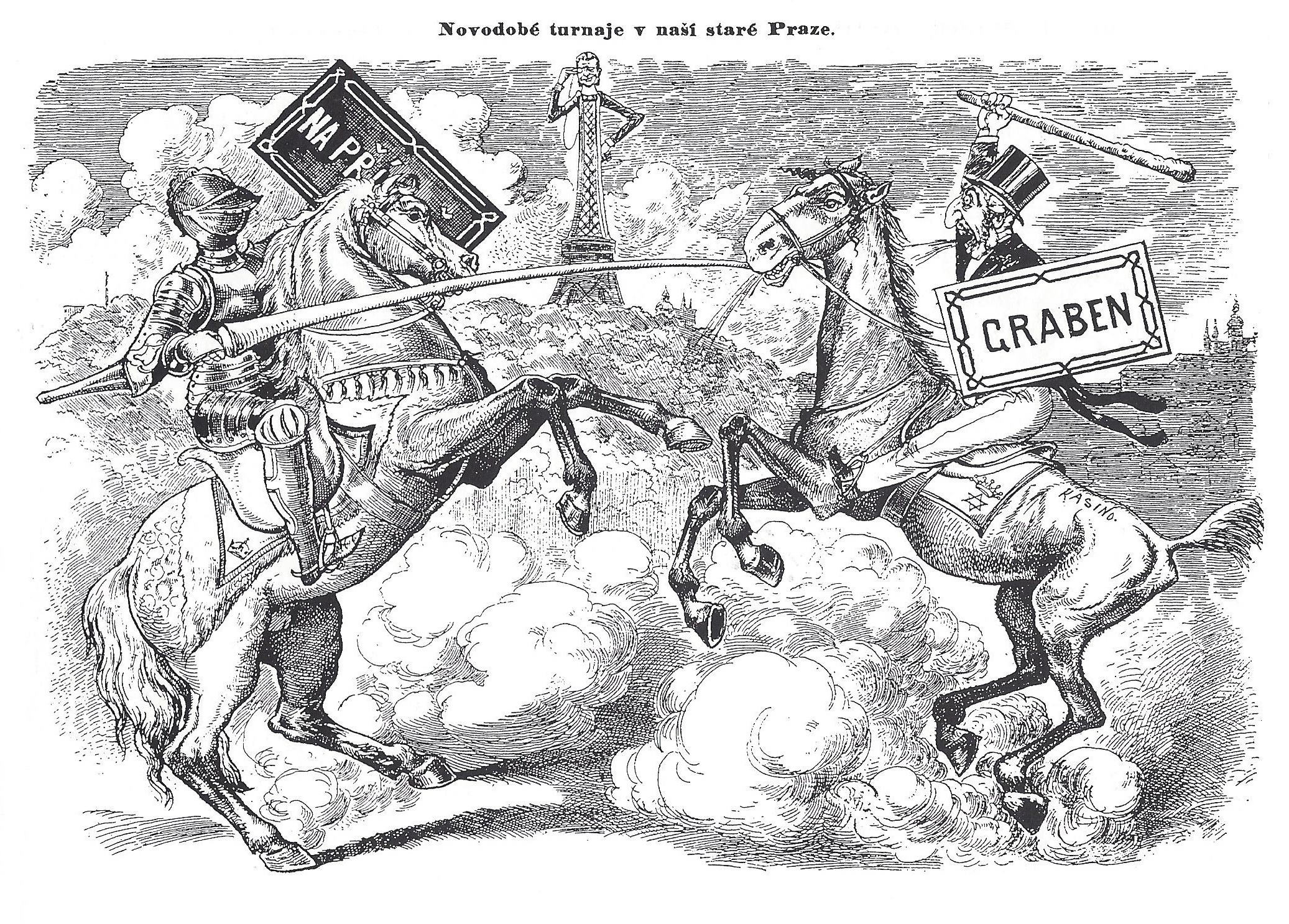
Bức tranh biếm họa về cuộc đấu tranh cho uy quyền giữa dân Séc và Do Thái-Đức dựa trên việc định danh cho đại lộ danh tiếng Praha Na příkopě / Graben

Cuộc xung đột ngôn ngữ tại Bohemia là cuộc tranh cãi chính trị trong thế kỷ 19 và 20 về tính hợp lệ của tiếng Séc và tiếng Đức trong các vùng đất Cisleithania Séc (Người Séc không chấp nhận mình là một phần của Áo nữa), phần phía tây của chế độ quân chủ Habsburg. Nó là một trong những khu vực xung đột trong cuộc tranh cãi kéo dài giữa người Đức và người Séc thuộc chế độ quân chủ Habsburg về việc thi hành bình đẳng thực sự. Sau khi Tiệp Khắc được thành lập vào mùa thu năm 1918 và với lịch sử đầy mâu thuẫn của Cộng hòa Tiệp Khắc thứ nhất, sự ghẻ lạnh về ngôn ngữ và văn hóa sau Chiến tranh thế giới thứ hai dẫn tới việc tách rời bằng bạo lực hai quốc tịch.

## Bối cảnh

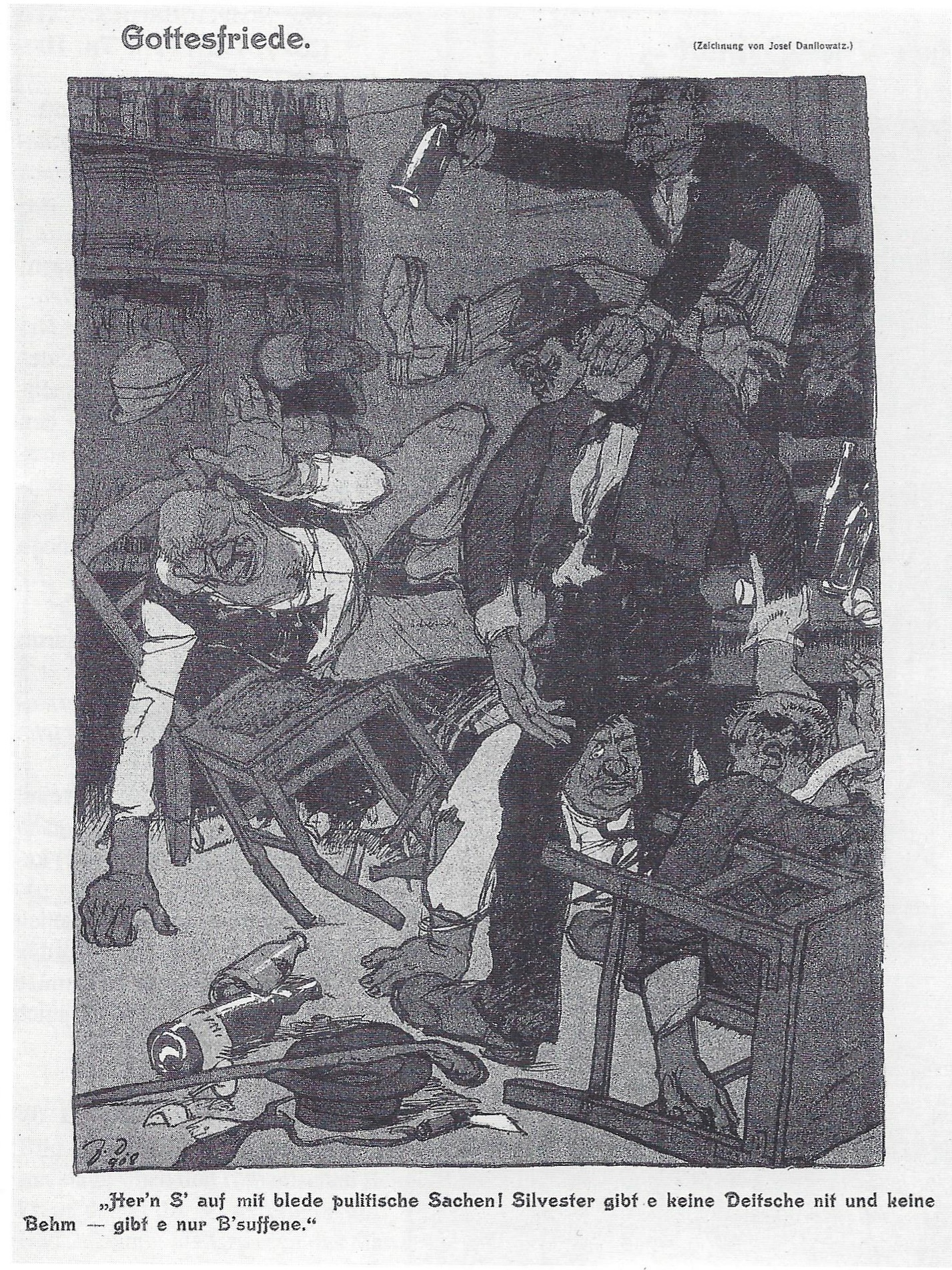
Josef Danilowatz: Gottesfriede; Biếm họa đêm cuối năm 1908

Sự thất bại trong Chiến tranh Áo-Phổ gây nhiều áp lực cho quốc gia đa sắc tộc Áo; trung tâm quyền lực hồi nào giờ đây đã quá yếu nên không thể bỏ qua những đòi hỏi của các dân tộc. Việc biến đổi sang một nước 2 thể chế quân chủ mang lại cho Vương quốc Hungary quyền tự trị trong chính trị nội bộ. Ngược lại, phong trào quốc gia Séc đã thất vọng vì không có sự bình đẳng giữa người Slav với người Đức và người Hungary trong Chế độ quân chủ kép Áo-Hungary.
Hai quan điểm xung đột với nhau:
| “               | Các quý ông ở Viên có thể nhận thức được rằng người Séc yêu cầu khiêm tốn một sự bình đẳng lớn hơn trong các lãnh thổ riêng của họ với người thiểu số Đức. Nếu lần này yêu cầu công bằng nhất bị từ chối quyết liệt, do đó, họ sẽ bắt đầu đòi hỏi đầy đủ quyền của mình, mà đã thuộc về họ trong vương quốc Séc vinh quang từ ngàn năm. | ” |
| — Národní listy | |   |

Chính trị gia Séc đòi hỏi theo khuôn mẫu Hungary một nhà nước Bohemia tự trị trong chính trị nội bộ với chính phủ ở Praha.
| “                       | "Chúng tôi người Đức ở Bohemia không bao giờ hiểu được, tại sao lại phải thay đổi các điều kiện hiện có, mà đã đáp ứng hơn nhu cầu quốc gia của người Séc và với lý do bình đẳng giả tạo gây ra một thiệt hại nhạy cảm mới cho người Đức." | ” |
| — Reichenberger Zeitung | |   |

Người Đức ở Bohemia và Moravia bác bỏ những đòi hỏi của người Séc, vì họ (là thành viên của dân tộc, mà theo ý kiến của họ, phải tiếp tục lãnh đạo chế độ quân chủ) trong một chính phủ Praha không muốn rơi vào vai trò của một nhóm thiểu số.

## Khủng hoảng Badeni

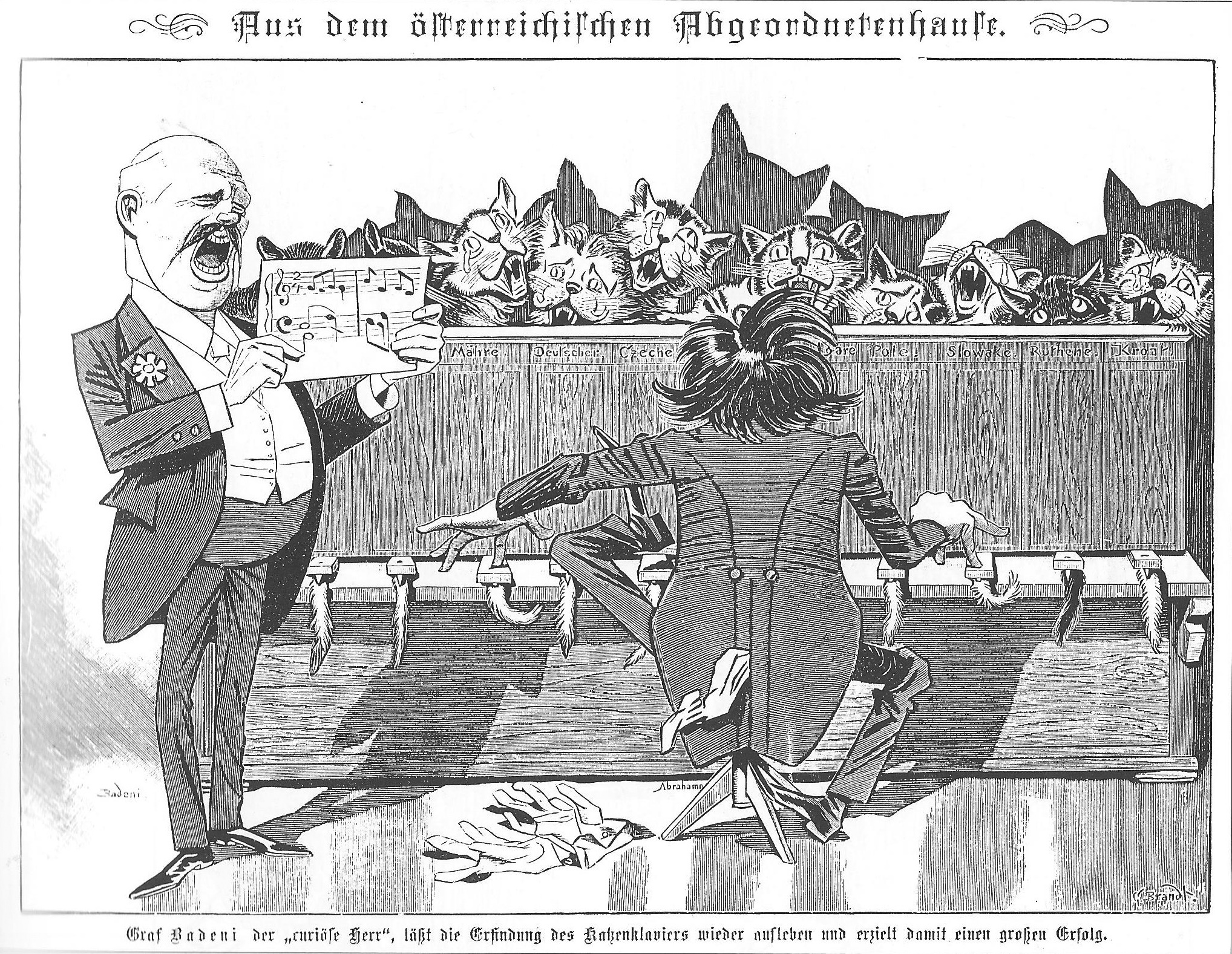
Nhạc con mèo của Badeni, 1897

Người Séc thành công tạm thời khi đạt được một bước tiến quan trọng hướng tới bình đẳng ngôn ngữ vào năm 1897. Thủ tướng Cisleithania, một nhà quý tộc Ba Lan, Kasimir Felix Badeni, thông qua ngày 05 tháng 4 với tư cách là Bộ trưởng Bộ Nội vụ Đế quốc Áo, cùng với 4 bộ trưởng khác, sau này được gọi là Pháp lệnh ngôn ngữ Badeni, quy định một chính quyền song ngữ ở Bohemia và Moravia (lẫn cả các vùng chủ yếu nói tiếng Đức).
Các đơn từ chính thức không chỉ được phép viết bằng tiếng mẹ đẻ của người gửi và được trả lời cũng bằng ngôn ngữ này như kể từ năm 1880. Cả trong các dịch vụ nội bộ về hành chính và tư pháp cũng phải xử lý bằng ngôn ngữ mẹ đẻ của người gửi, như vậy cũng cả bằng tiếng Séc. Tất cả các quan chức phải nắm vững cả hai ngôn ngữ và thông qua một kiểm tra ngôn ngữ từ ngày 1 tháng 6 năm 1901 (trong vòng bốn năm). Trong số 77 trong tổng số 216 khu vực pháp lý người Đức đã phát sinh một làn sóng phản đối; bởi vì các quan chức Đức hiếm khi biết tiếng Séc và cũng lo lắng về việc trong các lãnh thổ hoàn toàn nói tiếng Đức bị thay thế bởi người Séc song ngữ. Người Đức của chế độ quân chủ từ khắp các phe phái chính trị phản ứng một cách phẫn nộ. Các cuộc biểu tình, bạo loạn và phá rối các buổi họp của quốc hội xảy ra hàng ngày.
Bởi vì quy định đó các cuộc bạo loạn cũng đã xảy ra ở quốc hội, các cuộc biểu tình ở Viên, Graz và Praha làm cho Áo rơi vào một cuộc khủng hoảng quốc gia.
Ngày 28 tháng 11 năm 1897, nội các Badeni vì áp lực của công chúng phải xin Hoàng đế Franz Joseph I từ chức; vào ngày 30 tháng 11 năm 1897 nhà vua đã chấp nhận đơn của các Bộ trưởng, không quên cảm ơn Badeni một cách nồng nhiệt vì các đóng góp của ông ta. Các Thủ tướng kế tiếp thay thế nhau nhanh chóng (4 nhà lãnh đạo sau Badeni giữ chức vụ mỗi người không quá một năm rưỡi) và cai trị với pháp lệnh trong tình trạng khẩn cấp khi hoàng đế theo đề nghị của họ cho ngưng họp Quốc hội. Tại Praha tình trạng khẩn cấp đã được ban hành. Các quy định ngôn ngữ tạo cơ hội cho Phong trào Quốc gia Đức của Áo chung quanh Georg Ritter von Schönerer tuyên bố phong trào "thoát khỏi Rom" (hỗ trợ việc cải đạo từ Công giáo Roma sang Tin Lành hay Cựu Công giáo).
Paul Gautsch von Frankenthurn, người kế nhiệm Badeni, làm nhẹ đi các quy định ngôn ngữ, tạo lợi thế cho người Đức Bohemia và Mähren (Moravia) vào mùa xuân năm 1898. Vào ngày 14 tháng 10 năm 1899, nó đã bị Manfred von Clary-Aldringen bãi bỏ hoàn toàn. Một sự thay đổi tình trạng chính trị Áo-Séc theo khuôn mẫu Áo-Hung vẫn được một số người theo đuổi, nhưng không bao giờ đạt được. Ở Mähren, nơi những người dân của 2 dân tộc sẵn sàng chịu dàn xếp, năm 1905 đưa đến một thỏa hiệp Mähren.
Xung đột này và các xung đột giữa các dân tộc khác ở Áo-Hung không thể được giải quyết bởi các công cụ có sẵn về mặt pháp lý và bởi các chính trị gia (việc nhường lại quyền lực đã không được nhà vua về già chấp nhận, người đã cai trị chuyên chế trong thời còn trẻ của mình). Tình trạng càng ngày càng trở nên trầm trọng dẫn đến sự đổ vỡ của đế quốc Áo-Hung vào cuối thế chiến thứ nhất.

## Tinh hoa
Năm 1932 một huynh đệ sinh viên Praha viết:
| “             | "Có sự liên kết một cách tự nhiên của các quốc gia trong vương miện Séc với các khu vực Đức ngữ tại Trung Âu [...] Sớm hay muộn, cũng không còn điểm thảo luận nào trong các mối quan hệ giữa người Đức và người Séc, cho đến khi đạt đến ý tưởng, không phải cuộc sống chống lại nhau là một điều đáng theo đuổi, nhưng là sự hợp tác sáng tạo của các quốc gia Trung Âu. " | ” |
| — Erich Heger | |   |